# Cantón de Kani-Kéli
El cantón de Kani-Kéli era una división administrativa francesa, que estaba situada en el departamento de Mayotte y la región de Mayotte.

## Composición
El cantón estaba formado por la comuna que le daba su nombre:
- Kani-Kéli

## Supresión del cantón de Kani-Kéli
En aplicación del Decreto nº 2014-157 de 13 de febrero de 2014, el cantón de Kani-Kéli fue suprimido el 22 de marzo de 2015 y su comuna pasó a formar parte del nuevo cantón de Bouéni.

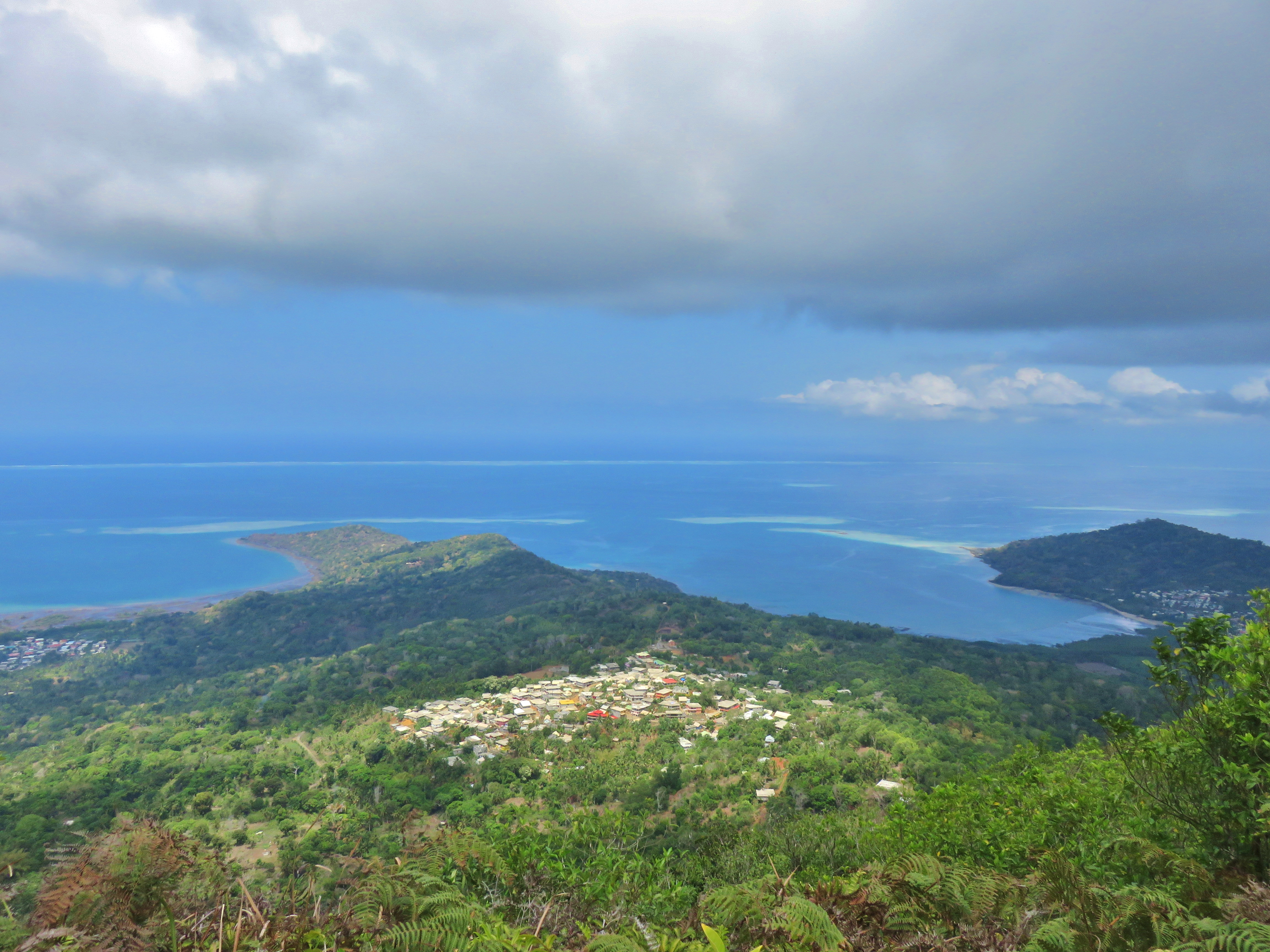
Vista hacia el sur desde el monte Choungui, en Mayotte: vemos los pueblos de Choungui (centro), Mronabéja (izquierda) y Kani-Kéli (derecha)

.